# Rabbskär
Rabbskär är en ö i Åland (Finland). Den ligger i Skärgårdshavet och i kommunen Lemland i landskapet Åland, i den sydvästra delen av landet. Ön ligger nära Mariehamn och omkring 270 kilometer väster om Helsingfors.
Öns area är 5,5 hektar och dess största längd är 400 meter i nord-sydlig riktning.